# SN 1998ei
SN 1998ei – supernowa odkryta 15 października 1998 roku w galaktyce A233203-3933. W momencie odkrycia miała maksymalną jasność 18,50m.